# Benjamin Franklin House (Londen)

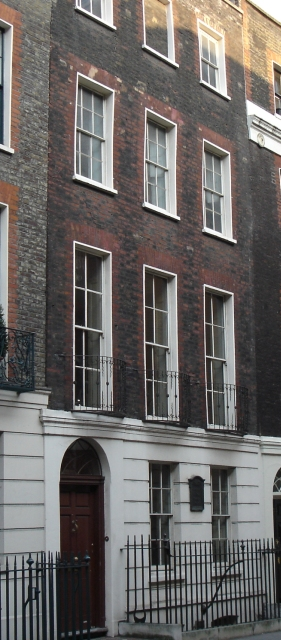
Benjamin Franklin House

Het Benjamin Franklin House in Londen is een museum gewijd aan Benjamin Franklin, in het huis waar hij tussen 1757 en 1775 woonde en werkte. Het museum ligt aan de 36 Craven street, nabij Charing Cross in een georgiaans woonhuis. Het huis heeft nog oorspronkelijke elementen uit deze tijd, zoals de schouw. Het verhaal over zijn leven in Londen wordt interactief met filmelementen en met acteurs verteld. Dit huis kan worden gezien als de eerste Amerikaanse ambassade, omdat hij vanuit dit huis de koloniale belangen van de Pennsylvania General Assembly behartigde. Het was in dit huis dat hij in 1762 de glasharmonica uitvond.
Het museum opende zijn deuren op 17 januari 2006 voor het publiek, na een grote verbouwing. Tijdens deze verbouwing werden in 1998 in een kelder onder de tuin de beenderen van vijftien mensen aangetroffen. Ze bleken ongeveer tweehonderd jaar oud te zijn en dateerden dus uit de tijd van Franklin. Vermoedelijk behoorden ze aan de anatoom William Hewson, vriend van Franklin en schoonzoon van diens hospita Margareth Stevenson. Als Franklin op de hoogte was van de illegale bezigheden in zijn huis, zal hij die als vriend van de wetenschap waarschijnlijk hebben gedoogd.